# فهرست امپراتوران دودمان لیائو
فهرست زیر شامل امپراتوران دودمان لیائو (۹۰۷-۱۱۲۵ میلادی) است که به مدت دو قرن بر بخش‌هایی از مغولستان و شمال چین حکومت کردند. ۹ امپراتور دودمان لیائو عبارتند از:
| شماره | نام امپراتور | به چینی | دوره حکومت |
| ----- | ------------ | ------- | ---------- |
| ۱     | تای‌زو        | 太祖    | ۹۰۷-۹۲۶    |
| ۲     | تای‌زونگ      | 太宗    | ۹۲۶-۹۴۷    |
| ۳     | شیزونگ       | 世宗    | ۹۴۷-۹۵۱    |
| ۴     | موزونگ       | 穆宗    | ۹۵۱-۹۶۹    |
| ۵     | جینگ‌زونگ     | 景宗    | ۹۶۹-۹۸۲    |
| ۶     | شنگ‌زونگ      | 聖宗    | ۹۸۲-۱۰۳۱   |
| ۷     | شینگ‌زونگ     | 興宗    | ۱۰۳۱–۱۰۵۵  |
| ۸     | دائوزونگ     | 道宗    | ۱۰۵۵–۱۱۰۱  |
| ۹     | تیان‌زو       | 天祚帝  | ۱۱۰۱–۱۱۲۵  |